# Campionati mondiali di nuoto 2025
La XXII edizione dei campionati mondiali di nuoto si è svolta dall'11 luglio al 3 agosto 2025 a Singapore. La competizione sportiva è stata organizzata dalla Federazione internazionale del nuoto (FINA) e le discipline presenti sono state il nuoto, il nuoto di fondo, il nuoto artistico, la pallanuoto ed i tuffi.

## Assegnazione
La 22ª edizione dei Campionati mondiali di nuoto si sarebbe dovuta svolgere originariamente a Kazan', in Russia.
Tuttavia, in seguito all'invasione russa dell'Ucraina la città fu privata del diritto di ospitare l'evento e il 9 febbraio 2023 la World Aquatics selezionò Singapore per sostituire Kazan'.

## Sedi di gara
La maggior parte delle gare si svolgeranno al Singapore Sports Hub, costruito per i Giochi del Sud-est asiatico del 2015, ospitati sempre da Singapore.
- World Aquatics Championships Arena (nuoto e nuoto artistico)[3]
- OCBC Aquatic Centre (tuffi e pallanuoto)[4]
- Isola di Sentosa (nuoto di fondo, tuffi grandi altezze)[5]

## Discipline
In questa edizione dei mondiali si sono disputati 77 eventi.
| Disciplina                       | Maschile | Femminile | Misti | Totali |
| -------------------------------- | -------- | --------- | ----- | ------ |
| Nuoto (dettagli)                 | 20       | 20        | 2     | 42     |
| Nuoto in acque libere (dettagli) | 3        | 3         | 1     | 7      |
| Nuoto artistico (dettagli)       | 2        | 4         | 5     | 11     |
| Pallanuoto (dettagli)            | 1        | 1         | -     | 2      |
| Tuffi (dettagli)                 | 5        | 5         | 3     | 13     |
| Tuffi grandi altezze (dettagli)  | 1        | 1         | -     | 2      |
| Totale                           | 32       | 34        | 11    | 77     |

## Calendario
| ● | Cerimonia d'apertura |  | Competizioni |  | Finali | ● | Cerimonia di chiusura |

| Luglio/Agosto 2025    | Ven | Sab | Dom | Lun | Mar | Mer | Gio | Ven | Sab | Dom | Lun | Mar | Mer | Gio | Ven | Sab | Dom | Lun | Mar | Mer | Gio | Ven | Sab | Dom | Totale |
| Luglio/Agosto 2025    | 11  | 12  | 13  | 14  | 15  | 16  | 17  | 18  | 19  | 20  | 21  | 22  | 23  | 24  | 25  | 26  | 27  | 28  | 29  | 30  | 31  | 1   | 2   | 3   | Totale |
| --------------------- | --- | --- | --- | --- | --- | --- | --- | --- | --- | --- | --- | --- | --- | --- | --- | --- | --- | --- | --- | --- | --- | --- | --- | --- | ------ |
| Cerimonie             | ●   |     |     |     |     |     |     |     |     |     |     |     |     |     |     |     |     |     |     |     |     |     |     | ●   | -      |
| Nuoto                 |     |     |     |     |     |     |     |     |     |     |     |     |     |     |     |     | 4   | 4   | 5   | 5   | 5   | 5   | 6   | 8   | 42     |
| Nuoto in acque libere |     |     |     |     |     | 2   |     | 2   | 2   | 1   |     |     |     |     |     |     |     |     |     |     |     |     |     |     | 7      |
| Nuoto artistico       |     |     |     |     |     |     |     |     | 2   | 1   | 2   | 2   | 1   | 1   | 2   |     |     |     |     |     |     |     |     |     | 11     |
| Pallanuoto            |     |     |     |     |     |     |     |     |     |     |     |     | 1   | 1   |     |     |     |     |     |     |     |     |     |     | 2      |
| Tuffi                 |     |     |     |     |     |     |     |     |     |     |     |     |     |     |     | 2   | 2   | 2   | 2   | 1   | 1   | 1   | 1   | 1   | 13     |
| Tuffi grandi altezze  |     |     |     |     |     |     |     |     |     |     |     |     |     |     |     | 1   | 1   |     |     |     |     |     |     |     | 2      |
| Medaglie              | 0   | 0   | 0   | 0   | 0   | 2   | 0   | 2   | 4   | 2   | 2   | 2   | 2   | 2   | 2   | 3   | 7   | 6   | 7   | 6   | 6   | 6   | 7   | 9   | 77     |

## Medagliere
| Pos.   | Paese                         | Oro | Argento | Bronzo | Totale |
| ------ | ----------------------------- | --- | ------- | ------ | ------ |
| 1      | Cina                          | 15  | 12      | 10     | 37     |
| 2      | Australia                     | 13  | 7       | 8      | 28     |
| 3      | Stati Uniti                   | 10  | 11      | 11     | 32     |
| 4      | Atleti Neutrali Autorizzati B | 6   | 8       | 4      | 18     |
| 5      | Germania                      | 6   | 3       | 1      | 10     |
| 6      | Spagna                        | 4   | 3       | 5      | 12     |
| 7      | Francia                       | 4   | 1       | 5      | 10     |
| 8      | Canada                        | 4   | 1       | 4      | 9      |
| 9      | Italia                        | 2   | 11      | 6      | 19     |
| 10     | Romania                       | 2   | 0       | 1      | 3      |
| 11     | Tunisia                       | 2   | 0       | 0      | 2      |
| 12     | Giappone                      | 1   | 4       | 3      | 8      |
| 12     | Messico                       | 1   | 4       | 3      | 8      |
| 14     | Ungheria                      | 1   | 3       | 3      | 7      |
| 15     | Regno Unito                   | 1   | 2       | 2      | 5      |
| 16     | Sudafrica                     | 1   | 2       | 1      | 4      |
| 17     | Paesi Bassi                   | 1   | 0       | 2      | 3      |
| 18     | Grecia                        | 1   | 0       | 1      | 2      |
| 19     | Austria                       | 1   | 0       | 0      | 1      |
| 19     | Lituania                      | 1   | 0       | 0      | 1      |
| 21     | Svizzera                      | 0   | 2       | 0      | 2      |
| 22     | Atleti Neutrali Autorizzati A | 0   | 1       | 2      | 3      |
| 23     | Corea del Nord                | 0   | 1       | 1      | 2      |
| 23     | Belgio                        | 0   | 1       | 1      | 2      |
| 25     | Polonia                       | 0   | 1       | 0      | 1      |
| 25     | Ucraina                       | 0   | 1       | 0      | 1      |
| 27     | Monaco                        | 0   | 0       | 1      | 1      |
| 27     | Corea del Sud                 | 0   | 0       | 1      | 1      |
| 27     | Kirghizistan                  | 0   | 0       | 1      | 1      |
| Totale | Totale                        | 77  | 79      | 77     | 233    |